# Jan Ksawery Kaniewski
Jan Ksawery Kaniewski (ur. 10 maja 1805 w Krasiłowie na Podolu, zm. 13 kwietnia 1867 w Warszawie) – malarz, twórca wielu portretów oraz obrazów o tematyce historycznej i biblijnej.

## Życie i działalność
Uczył się w Liceum Krzemienieckim, gdzie pobierał pierwsze lekcje rysunku i malarstwa u Józefa Pitschmanna. W latach 1827–1833 studiował w Cesarskiej Akademii Sztuk Pięknych w Petersburgu. Po jej ukończeniu z tytułem „wolnego artysty”, dzięki otrzymaniu stypendium rządowego, wyjechał do Rzymu, gdzie przybył w listopadzie 1833 r. Po drodze zwiedził Drezno, Wiedeń, Bolonię i Florencję. W Rzymie zyskał sławę portrecisty, a po wykonaniu portretu Grzegorza XVI odznaczony został Orderem Złotej Ostrogi. Został też członkiem Accademia Virtuosi al Pantheon.

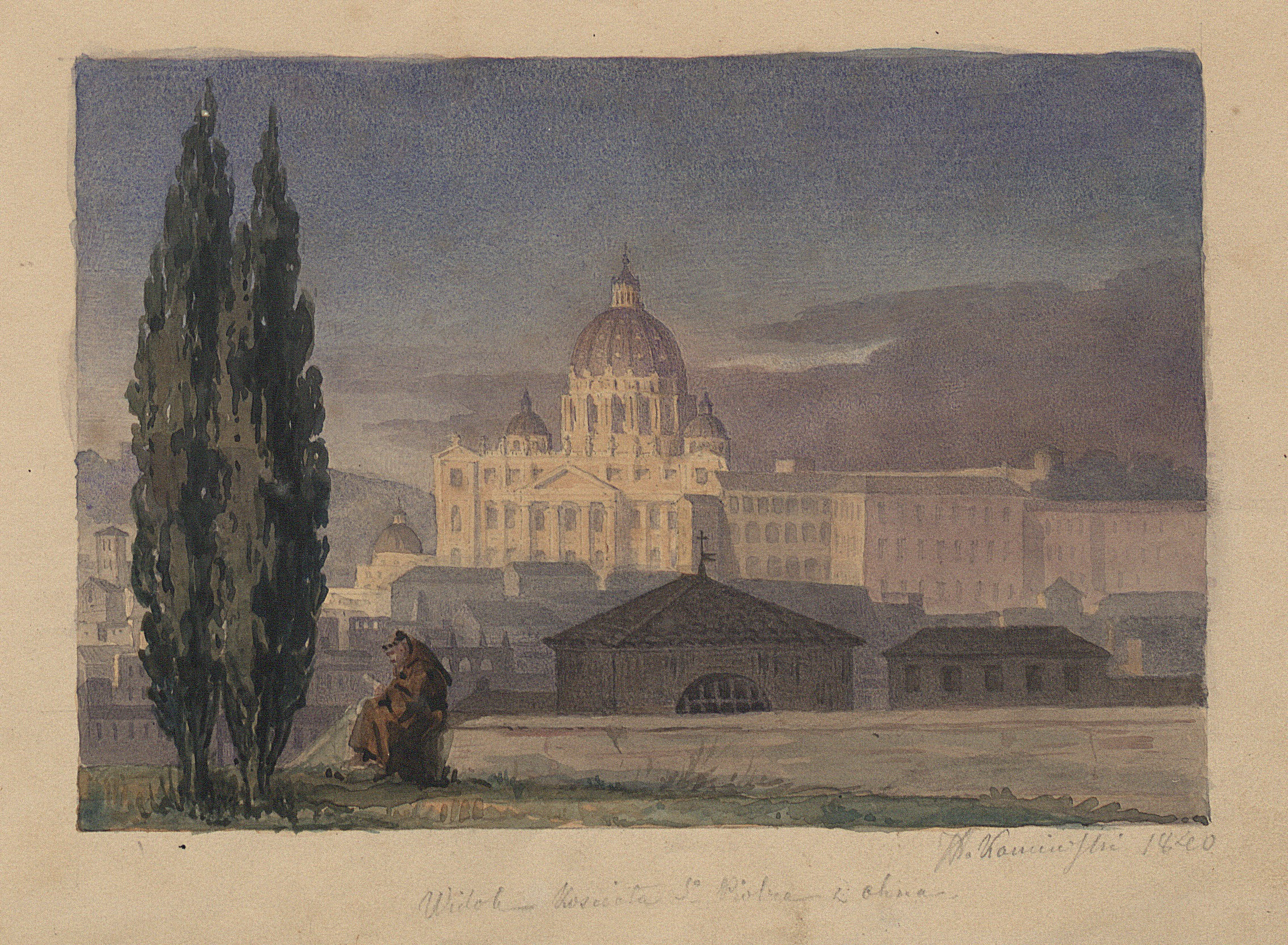
Widok kościoła św. Piotra, Jan Ksawery Kaniewski

W latach 1842–1846 przebywał ponownie w Petersburgu. W roku 1845 za obraz „Portret feldmarszałka Iwana Paskiewicza” uzyskał tytuł akademika. W roku 1846 przeniósł się do Warszawy, obejmując po zmarłym Aleksandrze Kokularze katedrę rysunku i malarstwa figuralnego w Szkole Sztuk Pięknych. W późniejszych latach (1858–1864) był dyrektorem tej uczelni. W roku 1860 był jednym z organizatorów Towarzystwa Zachęty Sztuk Pięknych i do końca życia zasiadał w jego zarządzie.
Po zamknięciu przez władze, w ramach represji po powstaniu styczniowym, Szkoły Sztuk Pięknych w latach 1865–1867 kierował Klasą Rysunkową.
Wśród rodaków miał opinię skrajnego lojalisty. Zyskał ją jako twórca licznych portretów członków rodziny cesarskiej oraz dygnitarzy Królestwa Polskiego, a także jako jedyny profesor Szkoły Sztuk Pięknych podpisujący protokoły egzaminów po rosyjsku.

## Wybrane dzieła
- Portret pani Tabęckiej, 1864, Muzeum Śląskie w Katowicach
- Portret własny, 1855, Muzeum Narodowe w Warszawie